# Kotu (Tonga)
Kotu (auch: Kotoo) ist eine Insel im Süden von Haʻapai im Pazifik. Sie gehört politisch zum Königreich Tonga. Die Insel hat 146 Einwohner (Stand 2021).

## Geographie
Das Motu liegt am Westrand des Atolls im Gebiet von Lulunga bei Putuputua und Matuku. Es gibt der kleinen Inselgruppe seinen Namen, die sich von der Insel nach Südosten erstreckt mit zahlreichen kleinen Riffen und den Inseln Kito, Lutueki, Foua, Teaupa und Tungua. Im Westen bildet das Riff Hakau Kopau einen natürlichen Schutzwall gegen den offenen Ozean.

## Klima
Das Klima ist tropisch heiß, wird jedoch von ständig wehenden Winden gemäßigt. Ebenso wie die anderen Inseln der Haʻapai-Gruppe wird Kotu gelegentlich von Zyklonen heimgesucht.